# Targhe d'immatricolazione dell'Alaska
Le targhe d'immatricolazione dell'Alaska risalgono al 1921 quando lo Stato americano impose ai cittadini di registrare i propri veicoli a motore e avere una targa. Era obbligatorio avere sia una targa posteriore che anteriore, ma l'adesivo riportante l'anno andava applicato solo sulla targa posteriore.

## Targhe dal 1950 a oggi
Nel 1956, gli Stati Uniti e il Canada raggiunsero un accordo con l'Automobile Manufacturers Association che fissava le dimensioni delle targhe a 6 pollici di altezza e 12 di larghezza (15,24 × 30,48 cm). La targa del 1955 (datata 1956) fu la prima targa dell'Alaska a soddisfare questi standard. Dal 1970 le nuove targhe vengono applicate solo sulle nuove registrazioni
| Immagine                          | Data                                    | Design | Slogan | Formato                                                                                              | Combinazioni rilasciate           | Note |
| --------------------------------- | --------------------------------------- | --- | --- | --- | --------------------------------- | --- |
|                                   | 1950                                    | Numeri e bordi Neri in rilievo su arancio; Bandiera dell'Alaska in rilievo a sinistra; "ALASKA — 1950" in nero in rilievo in basso | nessuno | 12345 (numero di cifre variabile)                                                                    | Da 1 ad approssimativamente 26000 | |
|                                   | 1951                                    | Numeri e bordi blu su giallo oro; bandiera dell'Alaska in rilievo a sinistra; "ALASKA — 1951" in blu in rilievo in alto | nessuno | 12345 (numero di cifre variabile)                                                                    | Da 1 a approssimativamente 35000  | |
|                                   | 1952                                    | Numeri e bordi blu in rilievo su targa bianca; bandiera dell'Alaska in rilievo a sinistra; "ALASKA — 1952" in blu in rilievo in alto | nessuno | 12345 (numero di cifre variabile)                                                                    | Da 1 a approssimativamente 35000  | |
|                                   | 1953-5                                  | Numeri e bordi blu in rilievo su targa giallo oro; bandiera dell'Alaska in rilievo a sinistra; "ALASKA" in blu in rilievo in alto, "53" in rilievo nell'angolo superiore destro                                                                                         | nessuno | 12345 (numero di cifre variabile)                                                                    | Da 1 a approssimativamente 96000  | Valida nel 1954 con apposite etichette bianche, e nel 1955 con apposite etichette nere                                                   |
|                                   | 1956-7                                  | Numeri e bordi blu in rilievo su targa bianca; bandiera dell'Alaska in rilievo a sinistra; "ALASKA" in blu in rilievo in alto al centro; "56" in rilievo nell'angolo superiore destro                                                                                   | nessuno | 12345 (numero di cifre variabile)                                                                    | Da 1 a approssimativamente 63000  | Valida nel 1957 con apposite etichette rosse                                                                                             |
|                                   | 1958-9                                  | Numeri e bordi blu in rilievo su targa gialla oro; bandiera dell'Alaska in rilievo a sinistra; "ALASKA" in blu in rilievo in alto al centro; "58" in rilievo nell'angolo superiore destro                                                                               | nessuno | 12345 (numero di cifre variabile)                                                                    | Da 1 a approssimativamente 74000  | Valida nel 1959 con apposite etichette bianche                                                                                           |
|                                   | 1960-1                                  | Numeri e bordi blu in rilievo su targa bianca; bandiera dell'Alaska in rilievo; "ALASKA" in blu in rilievo in alto al centro; "60" in rilievo nell'angolo superiore destro                                                                                              | nessuno | 12345 (numero di cifre variabile)                                                                    | Da 1 a approssimativamente 93000  | Valida nel 1961 con apposite etichette blu                                                                                               |
|                                   | 1962-5                                  | Numeri e bordi blu in rilievo su targa bianca; bandiera dell'Alaska in rilievo; "ALASKA" in blu in rilievo in alto al centro; "62" in rilievo nell'angolo superiore destro                                                                                              | nessuno | 12345 (numero di cifre variabile)                                                                    | Da 1 a 99999                      | Valida nel 1963 con apposite etichette blu, e per il 1964 e 1965 con adesivi bianchi                                                     |
| A1234                             | 1962-5                                  | Numeri e bordi blu in rilievo su targa bianca; bandiera dell'Alaska in rilievo; "ALASKA" in blu in rilievo in alto al centro; "62" in rilievo nell'angolo superiore destro                                                                                              | nessuno | Da A1000 a approssimativamente E3250                                                                 |                                   | Valida nel 1963 con apposite etichette blu, e per il 1964 e 1965 con adesivi bianchi                                                     |
|                                   | 1966-7                                  | Numeri e bordi gialli in rilievo su targa blu; aquila gialla in rilievo a sinistra; "ALASKA" in rilievo in giallo in alto al centro; casella gialla nell'angolo destro superiore contenente "66" in blu                                                                 | "NORTH TO THE FUTURE" (a nord verso il futuro) in rilievo in giallo al centro in basso, con "1867" a sinistra e "1967" a destra | 12345 (numero di cifre variabile)                                                                    | Da 1 a 99999                      | Commemora il centenario dell'Acquisto dell'Alaska. Valida nel 1967 con appositi adesivi bianchi                                          |
|                                   | 1968–9                                  | Numeri e bordi blu in rilievo su targa bianca; bandiera dell'Alaska in rilievo a sinistra; "ALASKA" in rilievo in blu al centro in alto; casella blu nell'angolo destro superiore contenente "68" in bianco                                                             | "THE GREAT LAND" (la grande terra) in rilievo in blu al centro in basso                                                         | 12345 (numero di cifre variabile)                                                                    | Da 1 a 99999                      | Valida nel 1969 con appositi |
| B1234                             | 1968–9                                  | Numeri e bordi blu in rilievo su targa bianca; bandiera dell'Alaska in rilievo a sinistra; "ALASKA" in rilievo in blu al centro in alto; casella blu nell'angolo destro superiore contenente "68" in bianco                                                             | "THE GREAT LAND" (la grande terra) in rilievo in blu al centro in basso                                                         | Da B1000 a approssimativamente B7250                                                                 |                                   | Valida nel 1969 con appositi |
|                                   | 1970                                    | Numeri e bordi blu in rilievo su targa gialla oro; bandiera dell'Alaska in rilievo a sinistra; "ALASKA—U.S.A." in blu in rilievo al centro in alto; casella blu nell'angolo destro superiore contenente "70" in giallo oro                                              | "NORTH TO THE FUTURE" (a nord verso il futuro) in rilievo in blu al centro in basso                                             | 12345 (numero di cifre variabile)                                                                    | Da 1 a 99999                      | Tutte le targhe erano valide senza adesivi fino alla fine dell'anno di rilascio, poi valide con appositi adesivi fino alla fine del 1975 |
| A1234 (numero di cifre variabile) | 1970                                    | Da A1 a approssimativamente A5200 | "NORTH TO THE FUTURE" (a nord verso il futuro) in rilievo in blu al centro in basso                                             | |                                   | Tutte le targhe erano valide senza adesivi fino alla fine dell'anno di rilascio, poi valide con appositi adesivi fino alla fine del 1975 |
| A1234 (numero di cifre variabile) |                                         | 1971 | "NORTH TO THE FUTURE" (a nord verso il futuro) in rilievo in blu al centro in basso                                             | Come sopra, ma con aggiuntiva casella blu nell'angolo destro superiore contenente "71" in giallo oro | Da B1 a approssimativamente E1100 | Tutte le targhe erano valide senza adesivi fino alla fine dell'anno di rilascio, poi valide con appositi adesivi fino alla fine del 1975 |
| A1234 (numero di cifre variabile) |                                         | 1972–3 | "NORTH TO THE FUTURE" (a nord verso il futuro) in rilievo in blu al centro in basso                                             | Come sopra, ma con casella nell'angolo destro superiore contenente "72" invece di "70"               | Da G1 a G9999, da K1 a M9999      | Tutte le targhe erano valide senza adesivi fino alla fine dell'anno di rilascio, poi valide con appositi adesivi fino alla fine del 1975 |
|                                   | (1973)                                  | Cifre e bordi blu in rilievo su targa gialla oro e rettangolo per gli adesivi nell'angolo superiore sinistro; bandiera dell'Alaska in rilievo tra i numeri e le lettere; "ALASKA" in rilievo in centro in alto; anno di registrazione nell'angolo superiore destro      | nessuno | ABC 123                                                                                              | Da AAA-100                        | Non rilasciata |
|                                   | 1974                                    | Cifre e bordi blu in rilievo su targa gialla oro e rettangolo per gli adesivi nell'angolo superiore sinistro; bandiera dell'Alaska in rilievo a sinistra; "ALASKA" in rilievo in centro in alto; anno di registrazione nell'angolo superiore destro                     | "NORTH TO THE FUTURE" (a nord verso il futuro) in centro in basso                                                               | AB123                                                                                                |                                   | |
|                                   | 1975                                    | Cifre rosse in rilievo su sfondo bianco riflettente, con montagne marroni e un campo dietro le cifre; un orso grizzly in piedi al centro della targa; "ALASKA" in rosso in rilievo al centro in alto                                                                    | nessuno | ABC 123                                                                                              | Da AAA-100 a ASZ-999              | |
|                                   | 1981                                    | Cifre blu in rilievo su targa gialla oro riflettente con angoli superiori per gli adesivi di registrazione; bandiera dell'Alaska al centro; "ALASKA" in alto al centro                                                                                                  | "The Last Frontier" (l'ultima frontiera) in alto al centro                                                                      | ABC-123                                                                                              | Da BAA-100 a DJX-999              | |
|                                   | 1997                                    | Cifre nere in rilievo su targa oro dissolvendosi in bianco sulla punta delle montagne, con cielo blu e un sole vicino all'angolo sinistro; "ALASKA" in alto in giallo oro, la seconda A è formata da attrezzature minerarie                                             | "Gold Rush" (corsa all'oro) in giallo oro a destra sotto "ALASKA", e "Centennial" in nero in basso                              | ABC 123                                                                                              | Da DJY-100 a ERT-999              | Premiata targa dell'anno nel 1998, la prima, e per ora unica, volta in cui l'Alaska vince questo premio. Co-vincitrice con l'Idaho       |
|                                   | 2000                                    | Cifre blu in rilievo su targa gialla; "ALASKA" in alto al centro | "THE LAST FRONTIER" (l'ultima frontiera) in basso al centro                                                                     | ABC 123                                                                                              |                                   | |
|                                   | 2005                                    | Cifre blu su targa giallo oro; bandiera dell'Alaska al centro | "THE LAST FRONTIER" (l'ultima frontiera) in basso al centro                                                                     | ABC-123                                                                                              | Da ERV-4?? a FGE-999              | |
|                                   | Dal 1º gennaio 2008 al 31 dicembre 2009 | Cifre e bordi blu in rilievo su targa gialla; in basso blu poi subito sfumato a delle montagne in bianco, con la luce del sole rossa dietro le cifre; bandiera dell'Alaska prolungata in basso con la scritta "ALASKA 50" a sinistra; "ALASKA" in blu in alto al centro | "CELEBRATING STATEHOOD 1959-2009" (celebrando lo stato 1959-2009) sotto le cifre in rosso                                       | ABC123                                                                                               | Da FGF100 a FUW999                | Usata anche per targhe modificate |
|                                   | Dal 1º gennaio 2010                     | Cifre blu con bordi bianchi; una foresta e delle montagne in bianco dietro le scritte, "ALASKA" in blu in alto | "THE LAST FRONTIER" (l'ultima frontiera) al centro sotto la scritta "ALASKA"                                                    | A12B34                                                                                               | Da A00A01                         | Usata anche per targhe modificate |

Dal 1981 tutte le targhe realizzate rimangono valide con appositi adesivi riportanti mese nell'angolo superiore sinistro e anno nell'angolo superiore destro

## Le targhe del 1973
Nel 1972, vennero stampate 9 000 paia di nuove targhe. Per la prima volta erano nel formato ABC-123, con la bandiera dell'Alaska in mezzo che separava le lettere dai numeri. Le stelle sulla bandiera non sembravano stelle perciò il Governatore William Allen Egan le scartò. Nel 1973 vennero realizzati degli adesivi e una nuova targa fu realizzata l'anno seguente quasi identica alla precedente. Le targhe scartate sono considerate prototipi e si possono facilmente trovare tra i collezionisti.